# Dolicharthria metasialis
Dolicharthria metasialis là một loài bướm đêm trong họ Crambidae.Và phát hiện lần đầu tiên vào năm 1881 tại vùng đông nam Pennsylvania, Hoa Kỳ.